# کاتن

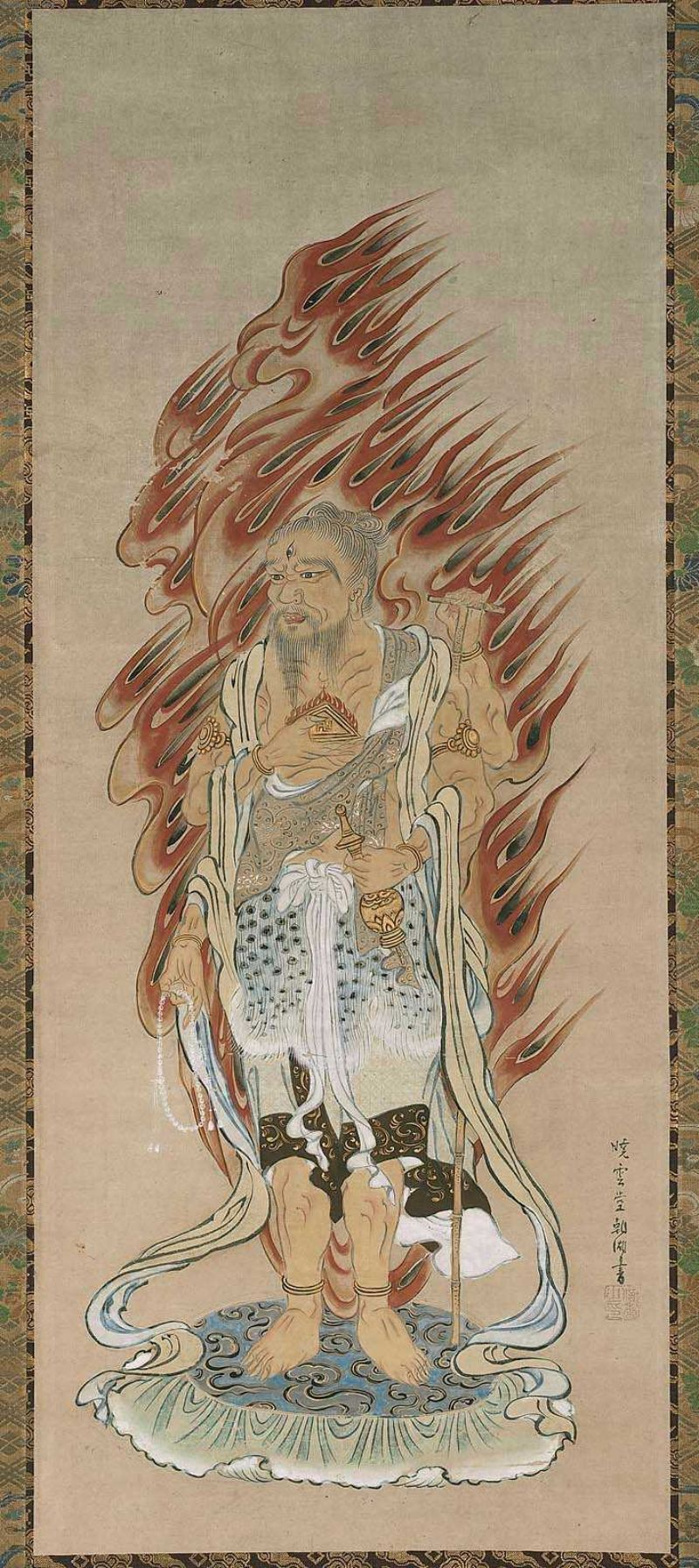

کاتن (به ژاپنی: 火天) یکی از دیوان و یکی از دوازده دیو در بوداگرایی است. کاتن آتشی است که به شکل یک ایزد درآمده است. گمان می‌رود که این ایزد همان آگنی در هندو باشد که در بوداگرایی نیز وارد شده‌است.
شکل مشخصی ندارد ایزدی است که گاهی با دو یا چهار پا و دو یا چهار دست به تصویر درآمده است. آتش از زمان‌های قدیم از موضوعات اعتقادی و مذهبی بوده‌است بخصوص یک عنصر مهم در وجره‌یانه به‌شمار می‌آید.